# AACTA International Awards 2022
Die 11. Verleihung der australischen AACTA International Awards (englisch 11th AACTA International Awards), die jährlich von der Australian Academy of Cinema and Television Arts (AACTA) vergeben werden, fand am 26. Januar 2022 statt. Sie ehrten die besten internationalen Filme und Serien des Jahres 2021 und sind so das Gegenstück zu den im Dezember 2021 stattgefundenen elften AACTA Awards für australische Filme und Serien. Wie im Vorjahr wurde wegen der Corona-Pandemie auf die übliche Veranstaltung in West Hollywood verzichtet, stattdessen wurden die Gewinner über einen Livestream bekanntgegeben. 

## Übersicht
Die Nominierungen wurden am 17. Dezember 2021 bekanntgegeben. Gegenüber der Verleihung aus dem Vorjahr gab es keine Neuerungen.
Mit sieben Nominierungen im Bereich Film erhielt das Filmdrama Belfast die meisten Nennungen, gefolgt von The Power of the Dog mit sechs. Ebenfalls mehrere Nominierungen erhielten Licorice Pizza, Nitram (jeweils 4), Being the Ricardos (3), Dune, House of Gucci und Spencer (jeweils 2). Im Bereich Fernsehen erreichten die beiden Dramedys Succession und The White Lotus mit je drei die meisten Nominierungen, gefolgt von Hacks, Mare of Easttown, Nine Perfect Strangers, Squid Game sowie Ted Lasso mit jeweils zwei.
The Power of the Dog konnte als einziger Film drei Auszeichnungen gewinnen. Das Filmdrama von Jane Campion wurde als bester Film und Benedict Cumberbatch und Kodi Smit-McPhee als beste Haupt- und Nebendarsteller gewürdigt. Die Filmbiografie Being the Ricardos setzte sich für das beste Drehbuch (Aaron Sorkin) und bei der besten Hauptdarstellerin (Nicole Kidman) durch. Als bester Regisseur war Denis Villeneuve für Dune und als beste Nebendarstellerin Judi Dench für Belfast erfolgreich. Ebenfalls auf zwei Siege kam die satirische Dramedy The White Lotus, die als beste Comedyserie und den besten Seriendarsteller (Murray Bartlett) ausgezeichnet wurde. Als beste Dramaserie wurde Succession und als beste Seriendarstellerin Kate Winslet für ihre Rolle in Mare of Easttown prämiert.

## Gewinner und Nominierte im Bereich Film
| Film                 | N | A |
| -------------------- | - | - |
| Belfast              | 7 | 1 |
| The Power of the Dog | 6 | 3 |
| Licorice Pizza       | 4 | 0 |
| Nitram               | 4 | 0 |
| Being the Ricardos   | 3 | 2 |
| Dune                 | 2 | 1 |
| House of Gucci       | 2 | 0 |
| Spencer              | 2 | 0 |

### Bester Film
The Power of the Dog – Produktion: Jane Campion, Iain Canning, Roger Frappier, Tanya Seghatchian und Emile Sherman
Being the Ricardos – Produktion: Todd Black, Jason Blumenthal und Steve Tisch
Belfast – Produktion: Laura Berwick, Becca Kovacik und Tamar Thomas
Dune – Produktion: Cale Boyter, Mary Parent und Denis Villeneuve
Licorice Pizza – Produktion: Paul Thomas Anderson, Sara Murphy und Adam Somner
Nitram – Produktion: Nick Batzias, Shaun Grant, Justin Kurzel und Virginia Whitwell

### Beste Regie
Denis Villeneuve – Dune
Paul Thomas Anderson – Licorice Pizza
Kenneth Branagh – Belfast
Jane Campion – The Power of the Dog
Justin Kurzel – Nitram

### Bestes Drehbuch
Aaron Sorkin – Being the Ricardos
Paul Thomas Anderson – Licorice Pizza
Kenneth Branagh – Belfast
Jane Campion – The Power of the Dog
Shaun Grant – Nitram

### Bester Hauptdarsteller
Benedict Cumberbatch – The Power of the Dog
Andrew Garfield – Tick, Tick… Boom!
Caleb Landry Jones – Nitram
Will Smith – King Richard
Denzel Washington – Macbeth (The Tragedy of Macbeth)

### Beste Hauptdarstellerin
Nicole Kidman – Being the Ricardos
Penélope Cruz – Parallele Mütter (Madres paralelas)
Lady Gaga – House of Gucci
Jennifer Hudson – Respect
Kristen Stewart – Spencer

### Bester Nebendarsteller
Kodi Smit-McPhee – The Power of the Dog
Bradley Cooper – Licorice Pizza
Jamie Dornan – Belfast
Ciarán Hinds – Belfast
Al Pacino – House of Gucci

### Beste Nebendarstellerin
Judi Dench – Belfast
Caitriona Balfe – Belfast
Cate Blanchett – Don’t Look Up
Kirsten Dunst – The Power of the Dog
Sally Hawkins – Spencer

## Gewinner und Nominierte im Bereich Fernsehen
| Serie                  | N | A |
| ---------------------- | - | - |
| The White Lotus        | 3 | 2 |
| Succession             | 3 | 1 |
| Mare of Easttown       | 2 | 1 |
| Hacks                  | 2 | 0 |
| Nine Perfect Strangers | 2 | 0 |
| Squid Game             | 2 | 0 |
| Ted Lasso              | 2 | 0 |

### Beste Dramaserie
Succession
The Handmaid’s Tale – Der Report der Magd (The Handmaid’s Tale)
Maid
Mare of Easttown
Nine Perfect Strangers
Squid Game (오징어 게임 / Ojingeo Game)

### Beste Comedyserie
The White Lotus
The Great
Hacks
The Kominsky Method
Sex Education
Ted Lasso

### Bester Seriendarsteller
Murray Bartlett – The White Lotus
Lee Jung-jae – Squid Game (오징어 게임 / Ojingeo Game)
Ewan McGregor – Halston
Jeremy Strong – Succession
Jason Sudeikis – Ted Lasso

### Beste Seriendarstellerin
Kate Winslet – Mare of Easttown
Jennifer Coolidge – The White Lotus
Nicole Kidman – Nine Perfect Strangers
Jean Smart – Hacks
Sarah Snook – Succession